# 格斯巴赫河
49°51′45.60″N 9°20′6.67″E / 49.8626667°N 9.3351861°E

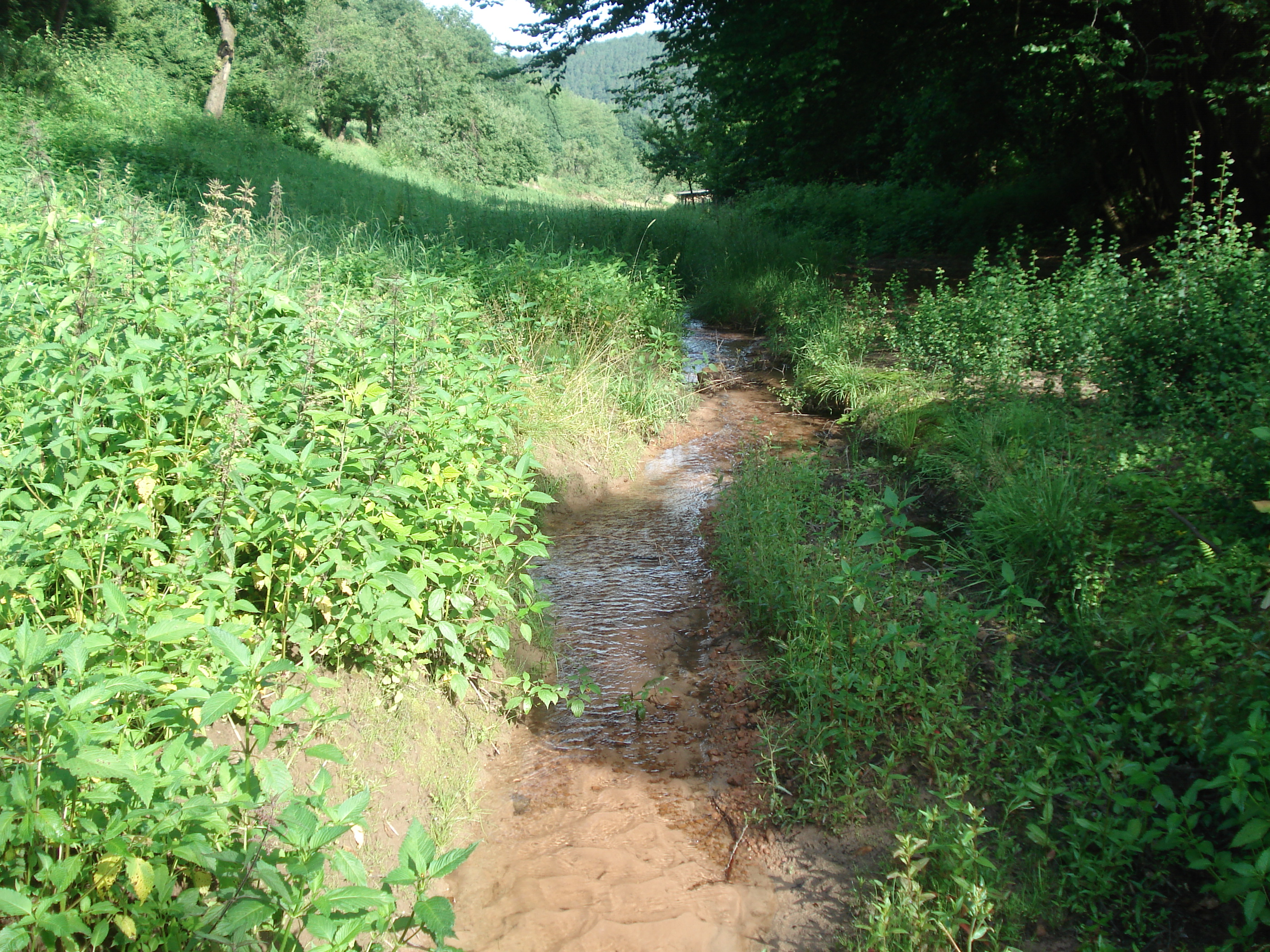

格斯巴赫河（德語：Gößbach），是德國的河流，位於該國東南部，由巴伐利亞負責管轄，屬於達姆巴赫河的左支流，河道全長2.8公里，流域面積3.7平方公里。